# Église Saint-Sauveur de Sansac-de-Marmiesse
Pour les articles homonymes, voir église Saint-Sauveur.
L'église Saint-Sauveur est une église située en France sur la commune de Sansac-de-Marmiesse (Cantal), en région Auvergne-Rhône-Alpes.

## Historique
L’église, de style gothique, est considérée comme l’un des meilleurs exemples d’église rurale de Haute-Auvergne. Elle illustre l’adaptation de l’architecture gothique aux édifices religieux modestes de la région.

### Protection
L'église est inscrite au titre des monuments historiques par arrêté du 1er juin 1927.

## Description
L’église se compose d’une nef à trois travées voûtées d’arêtes, d’un chœur à trois pans renforcé par quatre contreforts extérieurs et éclairé par trois fenêtres gothiques. Le clocher est percé de quatre baies.